# تازة شهر
تازة شهر (بالفارسية: تازه‌شهر) هي مدينة تقع في إيران في مقاطعة سلماس. يقدر عدد سكانها بـ 8,216 نسمة .